# Yinzhan Shuiku
Yinzhan Shuiku (kinesiska: 银盏水库) är en reservoar i Kina. Den ligger i provinsen Guangdong, i den södra delen av landet, omkring 47 kilometer norr om provinshuvudstaden Guangzhou. Yinzhan Shuiku ligger 49 meter över havet. Arean är 0,38 kvadratkilometer. Trakten runt Yinzhan Shuiku består till största delen av jordbruksmark. Den sträcker sig 1,0 kilometer i nord-sydlig riktning, och 0,8 kilometer i öst-västlig riktning.
Genomsnittlig årsnederbörd är 2 375 millimeter. Den regnigaste månaden är maj, med i genomsnitt 451 mm nederbörd, och den torraste är januari, med 32 mm nederbörd.